# Flow (tijdschrift)
Flow is een tijdschrift dat verschijnt in Nederland en België. Het blad verschijnt sinds 2009 achtmaal per jaar en wordt uitgegeven door Sanoma. De naam is een verwijzing naar 'onthaasting'.
Het tijdschrift geeft extra aandacht aan papier. De vier katernen zijn elk op een andere papiersoort gedrukt. Naast het bedrukken wordt ook gebruik gemaakt van stansen en perforeren. Zo zitten in ieder blad verschillende papieren extra’s in de vorm van bijvoorbeeld schriftjes en stickers met spreuken. Achter in het blad zit steeds een uitneembaar boekje. Er verschijnen specials en jaarlijks is er een scheurkalender en een agenda. 
Viermaal per jaar verschijnt een Engelse editie. Sinds 2013 verschijnt het blad in een Duitse editie, sedert 2015 is er ook een Franse uitgave.
In 2014 werd Flow gekozen tot Tijdschrift van het jaar.

## Oplage

### Nederland
| Jaar | Betaalde gerichte oplage | Totaal verspreide oplage |       |
| ---- | ------------------------ | ------------------------ | ----- |
| 2011 | 65.937                   | 67.907                   | [ 3 ] |
| 2012 | 65.829                   | 68.023                   | [ 4 ] |
| 2022 | 56.480                   | 56.888                   | [ 5 ] |